# Liste der Gefängnisse in Florida
Die Liste der Gefängnisse in Florida beinhaltet alle Gefängnisse im US-Bundesstaat Florida, jedoch keine Bundesgefängnisse.

## Gefängnisse

### Staatlich betriebene Gefängnisse

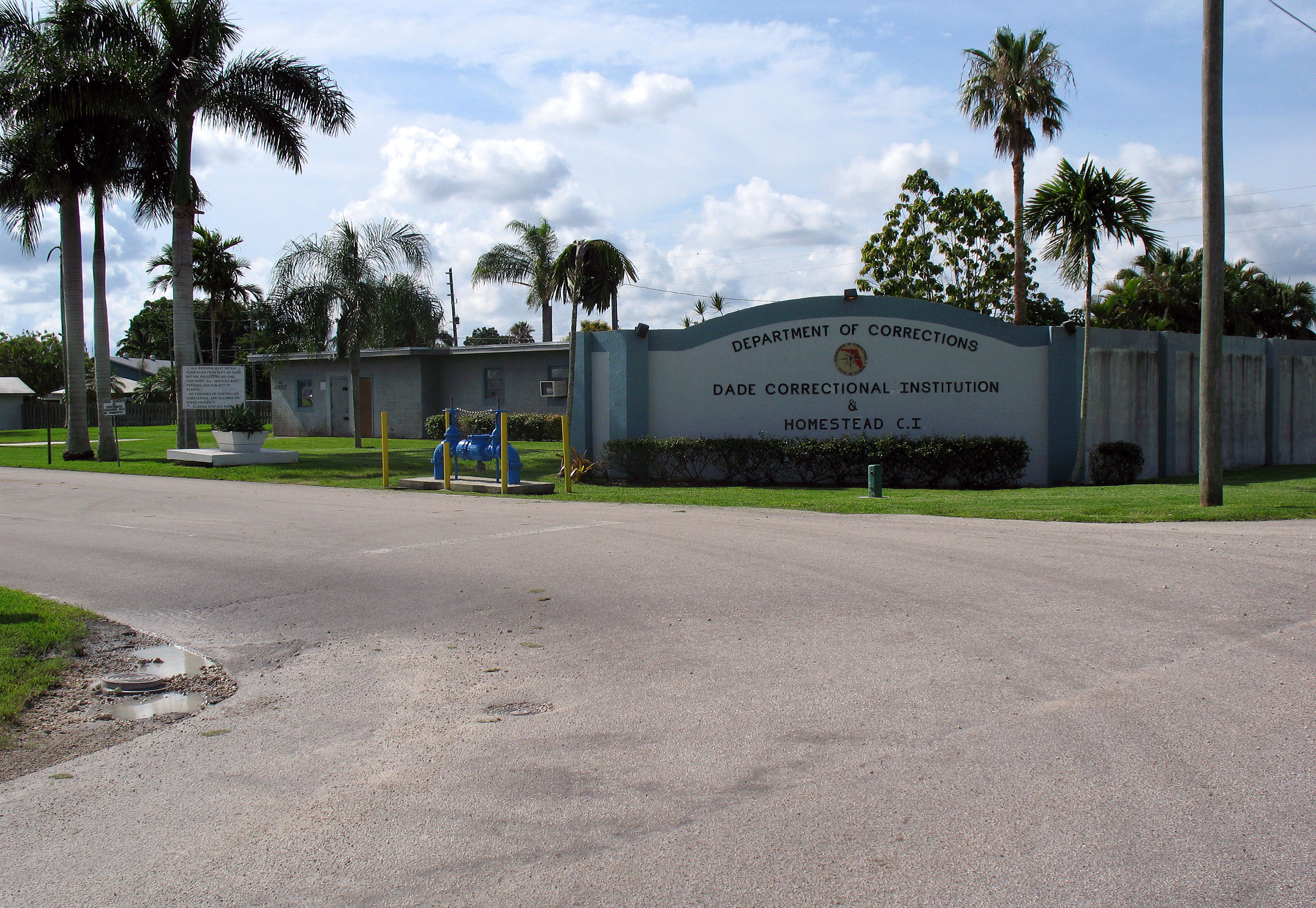
Eingang der Dade Correctional Institution

Die staatlich betriebenen Gefängnisse werden vom Florida Department of Corrections betrieben. Der Stand der Daten liegt im Jahr 2016.
| Name                                      | County     | Belegungsfähigkeit                        |
| ----------------------------------------- | ---------- | ----------------------------------------- |
| Apalachee Correctional Institution        | Jackson    | 1322                                      |
| Avon Park Correctional Institution        | Highlands  | 956                                       |
| Baker Correctional Institution            | Baker      | 1156                                      |
| Calhoun Correctional Institution          | Calhoun    | 1354                                      |
| Central Florida Reception Center          | Orange     | 1649 (+1407 East Unit und 150 South Unit) |
| Century Correctional Institution          | Escambia   | 1345                                      |
| Charlotte Correctional Institution        | Charlotte  | 1291                                      |
| Columbia Correctional Institution         | Columbia   | 1427                                      |
| Columbia Correctional Institution Annex   | Columbia   | 1566                                      |
| Cross City Correctional Institution       | Dixie      | 1802 (+432 East Unit)                     |
| Dade Correctional Institution             | Miami-Dade | 1521                                      |
| Desoto Annex                              | DeSoto     | 1453                                      |
| Everglades Correctional Institution       | Miami-Dade | 1788                                      |
| Florida State Prison                      | Bradford   | 1460 (+802 West Unit)                     |
| Florida Women’s Reception Center          | Marion     | 1345                                      |
| Franklin Correctional Institution         | Franklin   | 1346                                      |
| Gulf Correctional Institution             | Gulf       | 1568                                      |
| Gulf Correctional Institution Annex       | Gulf       | 1398                                      |
| Hamilton Correctional Institution         | Hamilton   | 1177                                      |
| Hamilton Correctional Institution Annex   | Hamilton   | 1408                                      |
| Hardee Correctional Institution           | Hardee     | 1541                                      |
| Hernando Correctional Institution         | Hernando   | 467                                       |
| Holmes Correctional Institution           | Holmes     | 1185                                      |
| Jackson Correctional Institution          | Jackson    | 1356                                      |
| Jefferson Correctional Institution        | Jefferson  | 1179                                      |
| Lake Correctional Institution             | Lake       | 1093                                      |
| Lancaster Correctional Institution        | Gilchrist  | 732                                       |
| Lawtey Correctional Institution           | Bradford   | 832                                       |
| Liberty Correctional Institution          | Liberty    | 1330                                      |
| Lowell Correctional Institution           | Marion     | 1456                                      |
| Madison Correctional Institution          | Madison    | 1189                                      |
| Marion Correctional Institution           | Marion     | 1324                                      |
| Martin Correctional Institution           | Martin     | 1509                                      |
| Mayo Correctional Institution Annex       | Lafayette  | 1345                                      |
| Northwest Florida Reception Center        | Washington | 1303                                      |
| Northwest Florida Reception Center Annex  | Washington | 1415                                      |
| Okaloosa Correctional Institution         | Okaloosa   | 894                                       |
| Okeechobee Correctional Institution       | Okeechobee | 1632                                      |
| Polk Correctional Institution             | Polk       | 1208                                      |
| Putnam Correctional Institution           | Putnam     | 458                                       |
| Quincy Annex                              | Gadsden    | 408                                       |
| Reception and Medical Center              | Union      | 1503                                      |
| Santa Rosa Correctional Institution       | Santa Rosa | 1614                                      |
| Santa Rosa Correctional Institution Annex | Santa Rosa | 1478                                      |
| South Florida Reception Center            | Miami-Dade | 1315                                      |
| Sumter Correctional Institution           | Sumter     | 1639                                      |
| Suwannee Correctional Institution         | Suwannee   | 1505                                      |
| Suwannee Correctional Institution Annex   | Suwannee   | 1346                                      |
| Taylor Correctional Institution           | Taylor     | 1301                                      |
| Tomoka Correctional Institution           | Volusia    | 1263                                      |
| Union Correctional Institution            | Union      | 2172                                      |
| Wakulla Correctional Institution          | Leon       | 1397                                      |
| Wakulla Correctional Institution Annex    | Leon       | 1532                                      |
| Walton Correctional Institution           | Walton     | 1201                                      |
| Zephyrhills Correctional Institution      | Pasco      | 758                                       |

### Private Gefängnisse
| Name                                   | County     | Belegungsfähigkeit | Betreibergesellschaft               |
| -------------------------------------- | ---------- | ------------------ | ----------------------------------- |
| Bay Correctional Facility              | Bay        | 985                | GEO Group                           |
| Blackwater River Correctional Facility | Santa Rosa | ca. 2000           | GEO Group                           |
| Gadsden Correctional Facility          | Gadsden    | 1544               | Management and Training Corporation |
| Graceville Correctional Facility       | Jackson    | 1884               | GEO Group                           |
| Lake City Correctional Facility        | Columbia   | 894                | CoreCivic                           |
| Moore Haven Correctional Facility      | Glades     | 985                | GEO Group                           |
| South Bay Correctional Facility        | Palm Beach | 1948               | GEO Group                           |